# Slepé střevo
Slepé střevo (lat. intestinum caecum) je slepý výběžek a část tlustého střeva, která spojuje poslední oddíl tenkého střeva zvaný kyčelník (ileum) se vzestupným tračníkem (colon ascendens).
Do slepého střeva (caecum) ústí malý červovitý přívěsek – apendix (appendix).

## Člověk
U člověka je vzniklý tím, že tenké střevo ústí do tlustého ne přímo na jeho počátku, ale až kousek za ním. V běžném hovoru dochází k záměně slepého střeva s apendixem, což je červovitý výběžek slepého střeva. Často zmiňovaný zápal slepého střeva je ve skutečnosti zápalem apendixu a pouze apendix je pak při nevyhnutelné operaci odstraněn.
Vědci v roce 2016 zjistili, že apendix zřejmě nemáme zbytečně. Výběžek údajně pomáhá zlepšovat celkovou imunitu člověka.

## Býložravci
Mnoho obecně známých býložravců má větší množství slepých střev, která mají velký význam pro jejich trávení. Ve slepých střevech býložravců žijí různé symbiotické bakterie, které jim pomáhají trávit celulózu.